# 6 î.Hr.
Anul 6 î.Hr. (VI î.Hr.) a fost un an obișnuit al calendarului iulian.

## Nașteri
- dată necunoscută: Sfântul Andrei apostol (d. 60)

## Decese
- dată necunoscută: So Seo-no  (n. 67 î.Hr.)